# Beinza-Labayen
Beinza-Labayen (en euskera y de forma oficial Beintza-Labaien) es un municipio de la Comunidad Foral de Navarra, España. Situado en la Merindad de Pamplona, en la comarca de Alto Bidasoa y a 64 km de distancia de la capital de la comunidad, Pamplona. Su población en 2024 fue de 217 habitantes INE.

## Topónimo
Este municipio se compone de dos núcleos de población que le dan su nombre compuesto: Beinza y Labayen. La mención escrita más antigua respecto a estos dos pueblos es de 1192 cuando se les menciona por primera vez bajo las denominaciones de Beyça o Beytça y Lauayen respectivamente. Debido a su gran cercanía (700m entre ambos barrios) ambas localidades han sido consideradas desde antiguo, de forma indistinta, bien como una misma población: Beytça e Lavayen (1268) o Beynça y Lauayen, Villa de Vassaburua menor (1644); o bien por separado Beinça (1280, 1350, 1366) y Lavayen (1268, 1280), Labayen (1366), Lauayen (1350, 1532, 1591). Ambas poblaciones pertenecían al valle de Basaburúa Menor, junto con otras poblaciones vecinas. Cuando en el siglo XIX se produce la reforma municipal, Basaburúa Menor se disuelve como entidad legal y sus poblaciones pasan a constituirse en municipios. En el caso de estas dos localidades, ambas acceden conjuntamente al estatus de municipio bajo la denominación de Beinza-Labayen. Sin embargo ya desde el censo de 1857 el municipio pasa a denominarse Labayen a secas, ya que este es el mayor de los dos núcleos de población y el que acoge el ayuntamiento. Labayen sería la denominación oficial del municipio hasta la década de 1980.
Respecto al significado etimológicos de estos 2 topónimos cabe decir que ambos son de origen y significado dudoso, aunque en el caso de Beinza parece de claro origen vasco. Respecto al topónimo Beinza hay dos hipótesis principales; Koldo Mitxelena lo relacionaba con la palabra vasca be(h)en (lo de abajo) en su variante dialectal bein, que unido al sufijo abundancial -tza vendría a significar las partes más bajas o el sitio más bajo. El topónimo inverso sería Gainza con significado de partes más altas, existiendo dos pueblos con este nombre, uno en Navarra y otro en Guipúzcoa. En cualquier caso Mitxelena tenía ciertas dudas sobre esta etimología. La otra hipótesis, defendida por Alfonso Irigoyen o Julio Caro Baroja se basaba en el nombre más antiguo registrado de la localidad, Beitza. Estos filólogos derivaban por tanto el nombre de la localidad de be(h)i (vaca), que unido al sufijo abundancial -tza tendría el significado de vacada o acaso vaquería.
En el caso de Labayen algunos filólogos y etimologistas han creído ver el genitivo vasco -en en este topónimo proponiendo significados poco probables como de Labai o la casa de Labai, ya que este nombre Labai es totalmente desconocido. Koldo Mitxelena dudaba de que el -en final fuera el genitivo vasco y relacionaba este topónimo con otros de la zona con la misma terminación como Ituren o Yaben sin aportar ninguna otra hipótesis para explicar su significado u origen. En otra dirección filólogos como Ricardo Ciérbide han tratado de relacionar el topónimo con la palabra vasca labain (resbaladizo), aunque esta hipótesis que podría ser plausible tampoco ha logrado suscitar grandes adhesiones. Parecen en cualquier caso sin fundamento otras explicaciones que hacen derivar el topónimo de labe gain (sobre el horno) o la hipótesis del escritor Arturo Campión que pensaba en una voz labo que significaría terreno oscuro.
El nombre vasco de la localidad es Beintza-Labaien. En el caso del primer término, en vasco se ha conservado un sonido similar al fonema que en castellano se transcribía antiguamente con la ç. Este fonema se transcribe actualmente en vasco como tz. En el caso de Labayen el topónimo se transcribe como Labaien de acuerdo a las modernas reglas ortográficas del euskera, aunque la pronunciación es casi la misma. Debido a que la localidad se ubica en la zona vascófona de Navarra en la década de 1980 cambió su nombre oficial (en castellano) de Labayen por el de Labaien. Unos años más tarde volvió a cambiar su nombre oficial recuperando la antigua denominación del municipio que incluye los nombres de los dos núcleos de población, aunque transcritos en su forma vasca: Beintza-Labaien.

## Geografía
Está formado por dos pueblos o núcleos: Beinza y Labayen; distantes entre sí sólo 0,7 kilómetros.

## Demografía
Beinza-Labayen cuenta con una población de 217 habitantes (INE 2024).
| Gráfica de evolución demográfica de Beinza-Labayen entre 1842 y 2021 |
| |
| Población de derecho según los censos de población del INE Población de hecho según los censos de población del INEEn este censo se denominaba Beinza-Labayen: 1842 En estos censos se denominaba Labayen: 1857, 1860, 1877, 1887, 1897, 1900, 1910, 1920, 1930, 1940, 1950, 1960, 1970 y 1981 En este censo se denominaba Labaien: 1991 |

## Administración y política
| Partido político    | 2015  | 2015       | 2011 | 2011       | 2007  | 2007       | 2003 | 2003       | 1999  | 1999       | 1995  | 1995       |
| Partido político    | %     | Concejales | %    | Concejales | %     | Concejales | %    | Concejales | %     | Concejales | %     | Concejales |
| Herriarengatik      | 67,96 | 5          | —    | —          | —     | —          | —    | —          | —     | —          | —     | —          |
| Urradi (U)          | —     | —          | —    | —          | 89,47 | 7          | —    | —          | —     | —          | —     | —          |
| Herriko Taldea (HT) | —     | —          | —    | —          | —     | —          | —    | —          | 84,48 | 7          | 68,06 | 5          |
| Harri-Txuria (HTX)  | —     | —          | —    | —          | —     | —          | —    | —          | —     | —          | 30,81 | 2          |